# Désiré Gosselin
Pour les articles homonymes, voir Gosselin.
Désiré Gosselin, né le 27 avril 1901 à Clichy et mort le 8 octobre 1983 à La Celle-Saint-Cloud, est un footballeur français évoluant au poste d'ailier.

## Carrière
Désiré Gosselin évolue au Stade olympique de l'Est lorsqu'il connaît sa première et unique sélection en équipe de France de football. Il affronte le 30 mai 1926 lors d'un match amical à Vienne l'équipe d'Autriche de football. Les Autrichiens s'imposent sur le score de quatre buts à un.
Il rejoint en 1928 l'US Clichy.